# نقدة
نقدة (بالفارسية: نقده) هي منطقة سكنية تقع في إيران في قسم. يقدر عدد سكانها بـ 121,975 نسمة .